# Densha Otoko
Densha Otoko (電車男, tågmannen) var ett internetfenomen, eller om man så vill, en kärlekshistoria med verkligheten som grund. Historien om Densha Otoko har blivit enormt känd i Japan och den har dels blivit filmatiserad, dels blivit adapterad till en tecknad serie (manga), en bestsellerbok, en pjäs, och en tv-serie. Fenomenet har även blivit omnämnt i svenska medier.

## Summering
Den 14 mars 2004 började en ensamstående man bosatt någonstans i Tokyo att på webbplatsen 2channel s forum berätta om hur han hjälpt en kvinna som blev antastad av en alkoholpåverkad äldre man. Medan han kämpade med den antastande kunde de andra passagerarna i vagnen kalla på konduktören som kunde avhysa den alkoholpåverkade mannen. Som tack för hjälpen fick han senare två stycken tekoppar av märket Hermes. Den ensamstående mannen använde alltid användarnamnet "Densha Otoko" och kvinnan kallade han för "Hermes". Tågmannen var en 22 år gammal s.k. otaku utan tidigare erfarenhet av umgänge med kvinnor. På internetforumet fick tågmannen hjälp och råd av andra anonyma forumanvändare. Forumtråden han skrev i blev enormt populär och historien fick sitt slut när tågmannen berättade den 9 april 2004 att han "erkänt sin kärlek, och det gick bra" ("好きだと告白してうまくいった"), varpå forum-tråden fylldes med gratulerande meddelanden.
Historien blev spridd och allmänt känd först med att en redigerad version av hela forum-tråden lades upp på en annan webbplats (). Den rörande berättelsen om hur en man utan erfarenhet av kvinnor får hjälp från andra likasinnade, och lyckas, blev omskriven i bloggar och nyhetssidor och spriddes explosionsartat.

## Boken
En bok med titeln "Densha Otoko" släpptes 10 oktober, 2004. Boken var, likt den redigerade versionen som presenterats på internet, ett urval av de meddelanden som skrivits på internetforumet. För att förmedla känslan från originalet togs även den ASCII-konst som forumanvändarna använt sig av med i boken. Bokens författare anges vara Nakano Hitori som skrivs 中野独人 på japanska, men detta är en lek med kanji (det ursprungligen kinesiska alfabetet som används i Japan) med den egentliga betydelsen "en i mängden" (som skrivs 中の一人), eftersom boken i egentlig mening inte har en utan flera författare, dvs. alla som skrev i forum-tråden.

## Filmen
Filmen, regisserad av Shosuke Murakami, går sedan 4 juli 2005 på japanska biografer. Produktionsbolaget är Toho (i Sverige kanske mest kända för Godzilla-filmerna). I rollen som "Tågmannen" ser vi Takayuki Yamada (känd från bland annat filmen Water boys) och som "Hermes", Miki Nakatani.

## TV-serien
Sen 7 juli 2005 sänds TV-serien "Densha Otoko" på Fuji Television. TV-serien koncentrerar sig kring "Hermes" och "Tågmannen" presenteras här som en något stereotyp mangafixerad nörd. Hermes spelas av Misaki Ito och tågmannen spelas av Atsushi Ito.

## Kritik
Även om "Densha Otoko"-fenomenet presenteras som en sann berättelse finns det i Japan viss skepsis mot att historien verkligen skulle vara sann. Exempelvis hävdas ofta att kvinnan som kallas för "Hermes" beter sig mer som en karaktär i ett dating-spel än en riktig kvinna av kött och blod. Det ifrågasätts också att hon skulle skicka koppar av ett så pass dyrt märke som Hermes till en fullständigt främmande person. Bland konspirationsteorierna, om det är lämpligt att kalla kritiken för detta, finns påståenden som att 2channerus ägare startade forum-tråden med syftet att den skulle bli känd så att de skulle kunna tjäna pengar på den.